# Bikszád község
Bikszád község (románul: Comuna Bixad) község Szatmár megyében, Romániában. Központja Bikszád, beosztott falvai Bujánháza, Terep.

## Népessége
A 2011-es népszámlálás adatai alapján a község népessége 6504 fő volt.